# 约尔格·鲁道夫

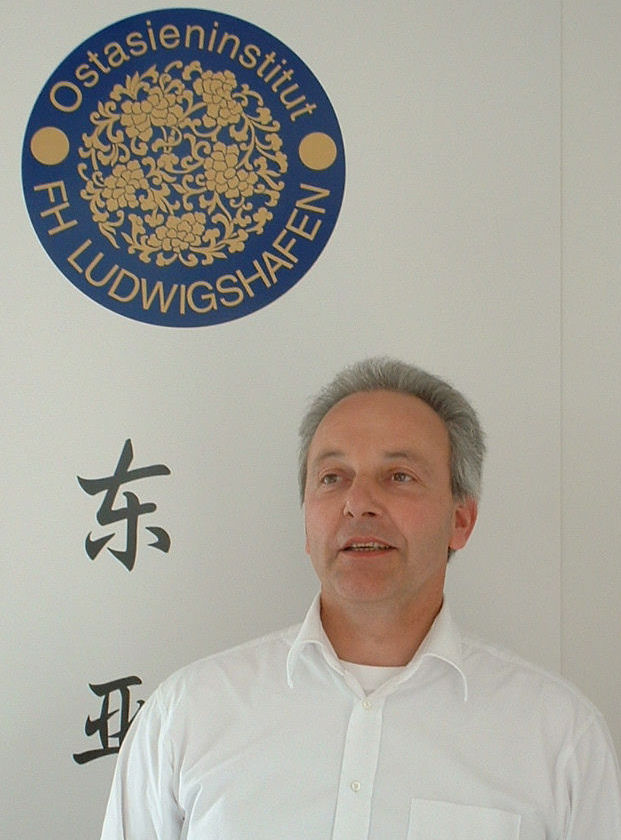
约尔格·鲁道夫

约尔格·鲁道夫（德語：Jörg Rudolph，1951年—），德国汉学家。现任路德维希港市经济大学东亚研究所主任。他的研究重点是中国历史和地理以及当代中国政治和经济发展。

## 生平
他曾于1974至1979年在柏林自由大学东亚所主攻汉学。1980年-1982年在北京外文出版社工作。1997至2002年在北京任在华德国工商总会第一任主任。

## 著作
- 《小康》（Wenn China über die Welt kommt...: Die Chinesen, ihre Gesellschaft, Staat, Partei und Wirtschaft），中国研究专著，172页， Hessische Landeszentrale für politische Bildung 出版，(2005年)。
- 《零八宪章》，翻译，刊登于《法兰克福汇报》（Die Frankfurter Allgemeine Zeitung），2008年12月22日。
- 《北京市第一中级人民法院关于刘晓波的判决书全文》，翻译，刊登于《法兰克福汇报》（Die Frankfurter Allgemeine Zeitung），2009年12月30日。

## 近况
- 2011年5月24日，原《德国之声》的华人编辑王凤波、祝红、李琦、王雪丁4人在互联网上发表一封题为《致“德国之声”广播委员会和德国联邦议院》的公开信，其中揭露德国之声对稿件进行秘密审查，而那个负责秘密审查的监督员就是约尔格·鲁道夫[1]。